# Frälsarens förklarings kyrka, Lagada
Frälsarens förklarings kyrka (grekiska: Ιερός Ναός Μεταμορφώσεως του Σωτήρος) är en medeltida grekisk-ortodox kyrkobyggnad belägen i den centrala delen av bosättningen Lagada, i kommunen Västra Mani i regionen Peloponnesos, i Grekland.
Kyrkan är helgad åt Kristi förklaring.

## Historik
Frälsarens förklarings kyrka i Lagada uppfördes någonstans under 1300-talet.
Under 1500-talet genomgick kyrkan renoveringar på den östra sidan.

## Kyrkan
- Basen är korsformad.[1][2]

- Kyrkans fresker är också från 1300-talet.[1][2]

## Bilder

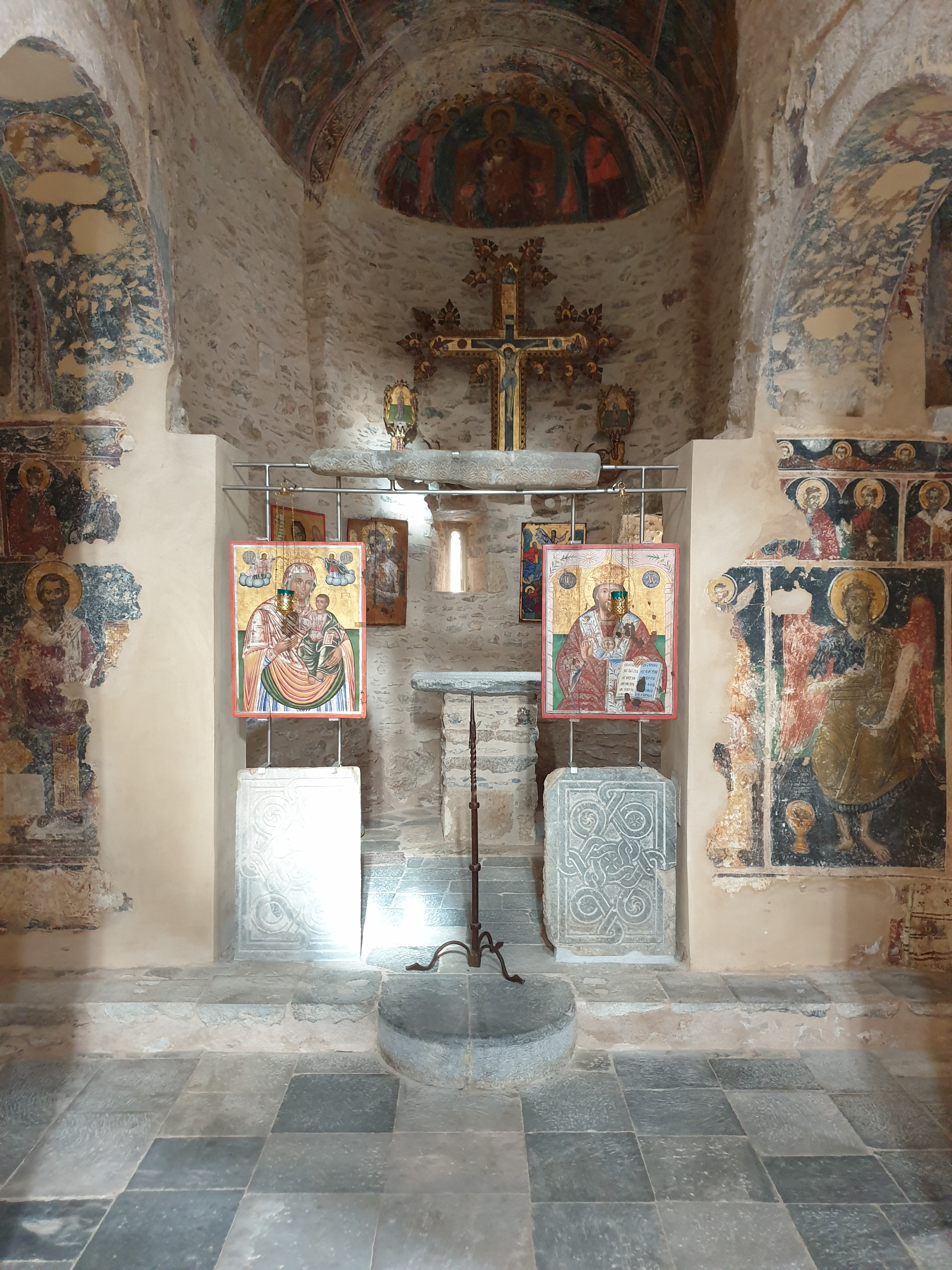
Kyrkans interiör mot ikonostasen.
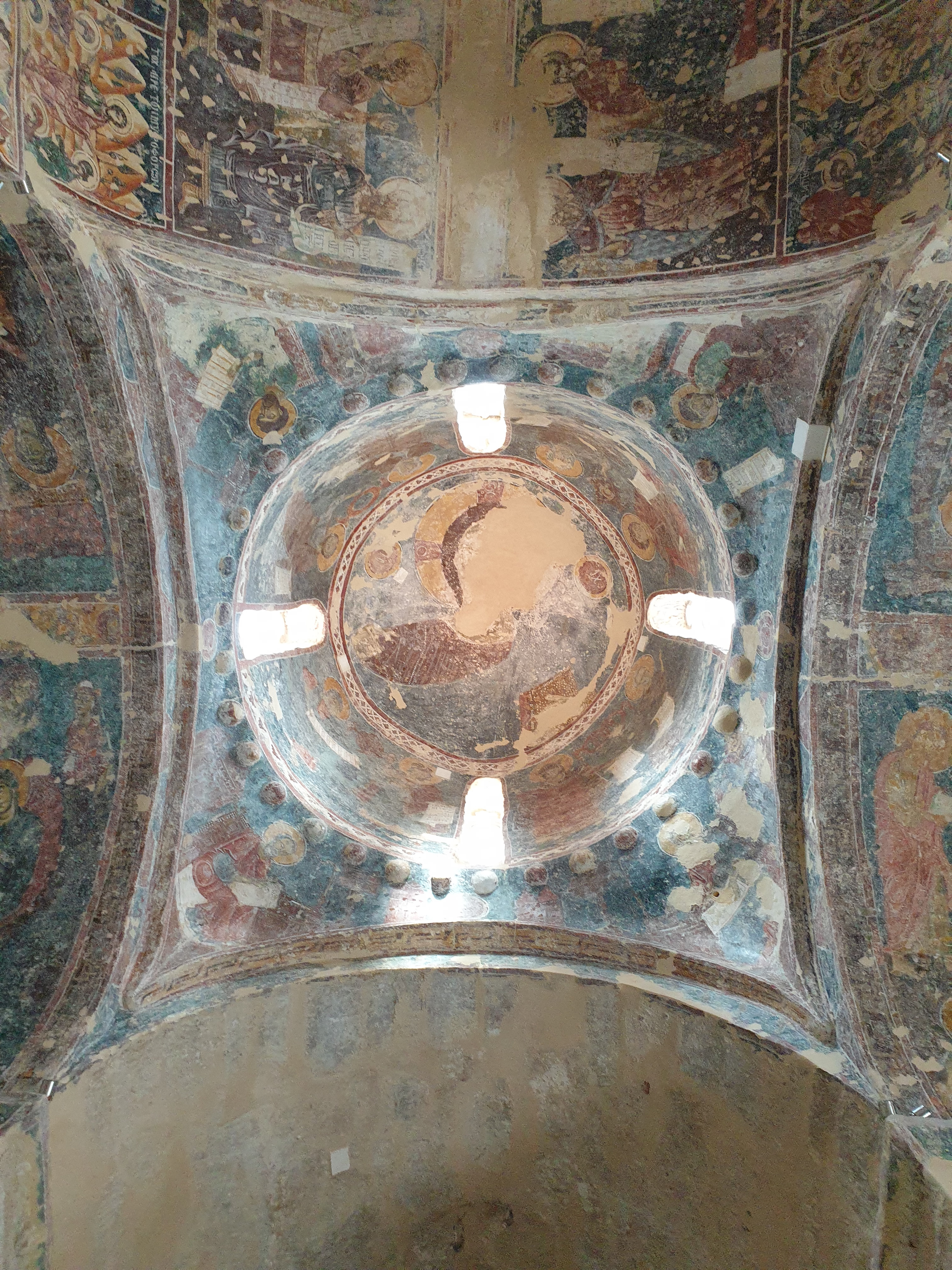
Interiören mot kupolen.
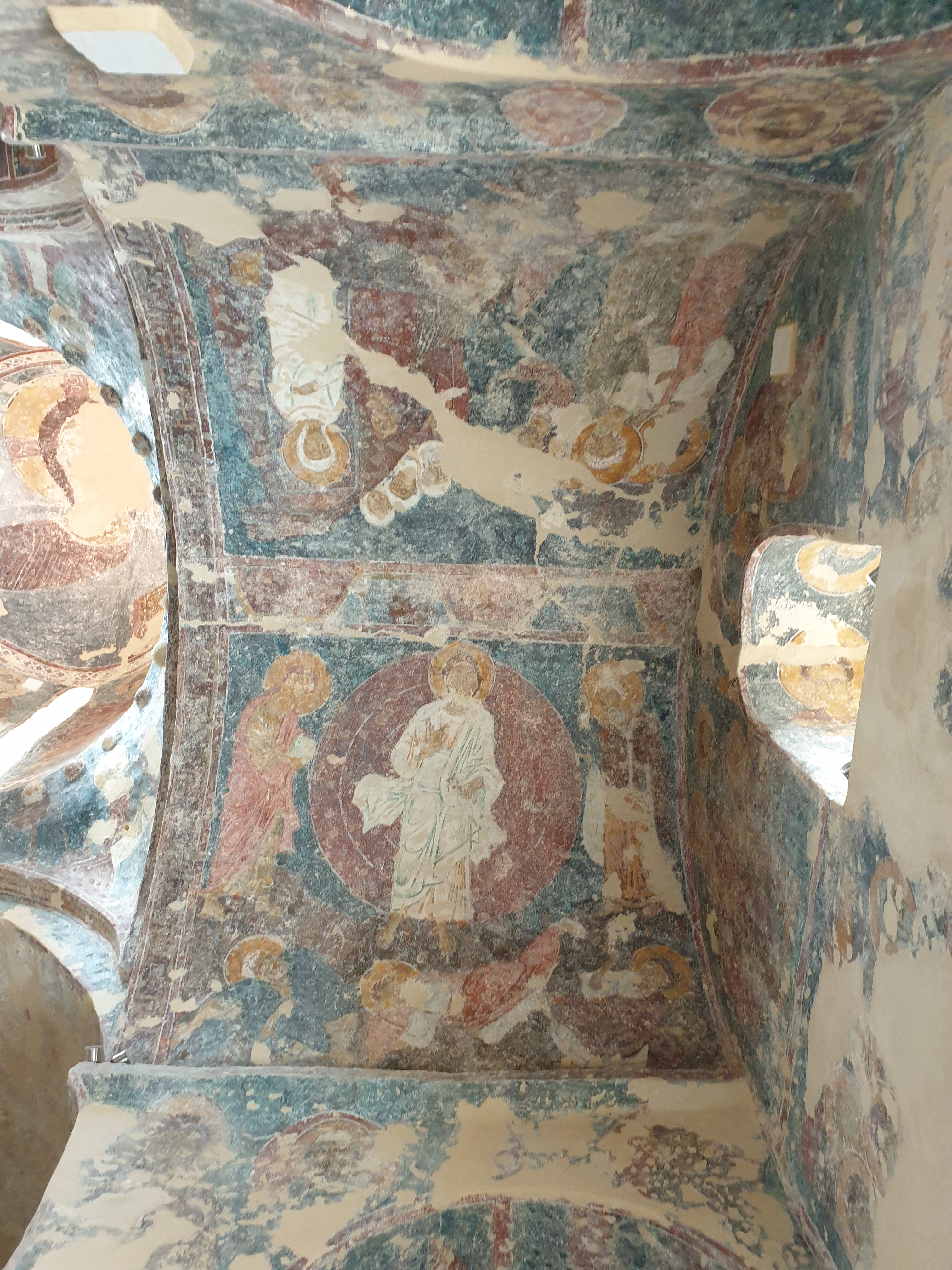
Fresker.